# Amitai
Amitai(em hebraico:אֲמִתַּי), um personagem bíblico, foi o pai de Jonas, o profeta. Ele era casado com Rivka de acordo com tradições. Também foi nativo de Gate-Hefer. O nome significa minha verdade em hebraico. Ele também era profeta do tempo do Livros dos Reis.